# شکوفه آذر
شکوفه آذر (متولد ۱۳۵۱ در تهران) نویسندهٔ ایرانی است. او برای رمان اشراق درخت گوجه‌سبز نامزد نهایی جایزه بوکر ۲۰۲۰ شد. وی دختر دایی آرمان آرین نویسنده ایرانی است.

## زندگی
شکوفه در پاییز ۱۳۵۱ در تهران در خانواده فرهنگی به دنیا آمد. مادرش آموزگار بود و اهل مطالعه و پدرش، امیرهوشنگ آذر، شاعر و نویسنده و مترجم بود. ۲۰ ساله بود که به کارشناسی زبان و ادبیات فارسی از دانشگاه آزاد واحد مرکز تهران وارد شد و ۱۳۷۵ دانش‌آموختهٔ زبان و ادبیات فارسی بیرون آمد و رفت سراغ دیپلم روزنامه‌نگاری از مرکز مطالعات و تحقیقات رسانه‌ای. پس از چند بار دستگیری در ایران به دلیل فعالیت‌های مطبوعاتی و شرکت در تظاهرات اعتراضی جنبش سبز در پی اعتراض به نتایج انتخابات دهم ریاست جمهوری ۱۳۸۸، در سال ۲۰۱۱ میلادی به استرالیا پناهنده شد. در آنجا لیسانس افتخاری (Honours) روزنامه‌نگاری از دانشگاه دیکن استرالیا را هم گرفت و سرانجام رمان اشراق درخت گوجه سبز پس از نامزد شدن برای جایزه بوکر بین‌المللی در ایران هم به‌طور زیرزمینی منتشر شد.

## آثار
- روز گودال، شکوفه آذر، ناشر: ققنوس، ۱۳۸۸
- شاید هوس کنم تو را بخورم!، شکوفه آذر، ناشر: امیرکبیر، کتابهای شکوفه، ۱۳۸۳
- اشراق درخت گوجه‌سبز
- فرهنگ‌نامه ادبی فارسی: دانشنامه ادب فارسی (جلد ۲)[۶]